# Haksan Publishing
Haksan Publishing Co., Ltd. est une entreprise sud-coréenne fondée en 1995, filiale de Daewon Media. Elle est spécialisée dans les comics, manga, light novels.

## Publications
Magazines
- Chance (찬스, Chanseu)

Magazine mensuel pour garçons
- Booking

Magazine bimensuel pour garçons
- Party (파티, Pa-ti)

Magazine mensuel pour filles
Light novels
- May Queen Novel (메이퀸 노벨, Mei Kwin Nobel)
- Extreme Novel (익스트림 노벨, Iksseuteurim Nobel)